# Línea 180 (Interurbanos Madrid)
La línea 180 de la red de autobuses interurbanos de Madrid une Alcobendas con Algete.

## Características
Esta línea une la estación de Cercanías en el casco urbano de Alcobendas y San Sebastián de los Reyes con Algete con un recorrido que dura aproximadamente 30 min entre cabeceras.
El recorrido normal parte de la avenida de España (calle delimitante entre los dos municipios) y toma el paseo de Europa hacia el exterior del casco urbano de San Sebastián de los Reyes, mientras que los sábados laborables, domingos y festivos la línea circula por la avenida Matapiñonera dando servicio al centro comercial Plaza Norte 2, tanto a la ida como a la vuelta.
Desde el 2 de septiembre del 2017, las expediciones de los sábados laborables, domingos y festivos dan servicio al centro comercial Plaza Norte 2.
La línea sirve de complemento a las ya existentes que comunican el Intercambiador de Plaza de Castilla con Algete: la 181, 182, 183 y 185. Estas líneas no circulan por el interior de los cascos urbanos de Alcobendas ni San Sebastián de los Reyes, algo que la línea 180 sí hace.
También la función principal de la línea es comunicar Algete con el Metro de Madrid y el Cercanías de Madrid. Mediante la estación Hospital Infanta Sofía (situada al lado del hospital homónimo) comunica con la línea 10 de Metro y con su cabecera en la estación Alcobendas-S.S. Reyes comunica con la línea C-4a de Cercanías.
Curiosamente, del 16 de julio al 31 de agosto, la línea realiza menos expediciones de lunes a viernes laborables que los sábados laborables (tan sólo una menos).
Siguiendo la numeración de líneas del CRTM, las líneas que circulan por el corredor 1 son aquellas que dan servicio a los municipios situados en torno a la A-1 y comienzan con un 1. Aquellas numeradas dentro de la decena 180 corresponden a aquellas que circulan por Algete.
La línea no mantiene los mismos horarios todo el año, desde el 16 de julio al 31 de agosto se reducen el número de expediciones los días laborables entre semana (sábados laborables, domingos y festivos tienen los mismos horarios todo el año), además de los días excepcionales vísperas de festivo y festivos de Navidad en los que los horarios también cambian y se reducen.
Está operada por la empresa Interbus mediante la concesión administrativa VCM-101 - Madrid - Alcobendas - Algete - Tamajón (Viajeros Comunidad de Madrid) del Consorcio Regional de Transportes de Madrid.

### Sublíneas
Aquí se recogen todas las distintas sublíneas que ha tenido la línea 180. La denominación de sublíneas que utiliza el CRTM es la siguiente:
- Número de línea (180)
- Sentido de circulación (1 ida, 2 vuelta)
- Número de sublínea

Por ejemplo, la sublínea 180102 corresponde a la línea 180, sentido 1 (ida) y el número 02 de numeración de sublíneas creadas hasta la fecha.
| Ida    | Ruta | Itinerario                           | Vuelta | Ruta | Itinerario                           |
| 180101 | -    | Alcobendas - Algete                  | 180201 | -    | Algete - Alcobendas                  |
| 180102 | p    | Alcobendas - Algete, por Plaza Norte | 180202 | p    | Algete - Alcobendas, por Plaza Norte |

## Horarios

### 1 septiembre - 15 julio
| Lunes a viernes laborables | Lunes a viernes laborables | Sábados laborables | Sábados laborables | Domingos y festivos | Domingos y festivos |
| FF.CC. > Algete            | Algete > FF.CC.            | FF.CC. > Algete    | Algete > FF.CC.    | FF.CC. > Algete     | Algete > FF.CC.     |
| 06:30                      | 05:50                      | 07:00              | 07:00              | 06:30               | 07:00               |
| 07:00                      | 06:55                      | 07:40              | 07:40              | 07:30               | 08:00               |
| 07:15                      | 07:15                      | 08:20              | 08:20              | 08:30               | 09:05               |
| 07:30                      | 07:35                      | 09:00              | 09:00              | 09:40               | 10:15               |
| 07:50                      | 08:00                      | 09:40              | 09:40              | 10:50               | 11:25               |
| 08:20                      | 08:20                      | 10:20              | 10:20              | 12:00               | 12:35               |
| 08:40                      | 08:40                      | 11:00              | 11:00              | 13:10               | 13:45               |
| 09:00                      | 09:00                      | 11:40              | 11:40              | 14:20               | 14:55               |
| 09:20                      | 09:20                      | 12:20              | 12:20              | 15:30               | 16:05               |
| 09:40                      | 09:40                      | 13:00              | 13:00              | 16:40               | 17:15               |
| 10:00                      | 10:00                      | 13:40              | 13:40              | 17:50               | 18:25               |
| 10:40                      | 10:40                      | 14:20              | 14:20              | 19:00               | 19:35               |
| 11:20                      | 11:20                      | 15:00              | 15:00              | 20:10               | 20:45               |
| 12:00                      | 12:00                      | 15:40              | 15:40              | 21:20               | 21:55               |
| 12:40                      | 12:40                      | 16:20              | 16:20              | 22:30               | 23:05               |
| 13:00                      | 13:00                      | 17:00              | 17:00              | 23:40               | 00:05               |
| 13:20                      | 13:20                      | 17:40              | 17:40              |                     |                     |
| 13:40                      | 13:40                      | 18:20              | 18:20              |                     |                     |
| 14:00                      | 14:00                      | 19:00              | 19:00              |                     |                     |
| 14:20                      | 14:20                      | 19:40              | 19:40              |                     |                     |
| 14:40                      | 14:40                      | 20:20              | 20:20              |                     |                     |
| 15:00                      | 15:00                      | 21:00              | 21:00              |                     |                     |
| 15:20                      | 15:20                      | 21:40              | 21:40              |                     |                     |
| 16:00                      | 16:00                      | 22:20              | 22:30              |                     |                     |
| 16:40                      | 16:40                      |                    |                    |                     |                     |
| 17:20                      | 17:20                      |                    |                    |                     |                     |
| 18:00                      | 18:00                      |                    |                    |                     |                     |
| 18:40                      | 18:40                      |                    |                    |                     |                     |
| 19:20                      | 19:20                      |                    |                    |                     |                     |
| 20:00                      | 20:00                      |                    |                    |                     |                     |
| 20:40                      | 20:40                      |                    |                    |                     |                     |
| 21:20                      | 21:20                      |                    |                    |                     |                     |
| 22:00                      | 22:00                      |                    |                    |                     |                     |
| 22:40                      | 22:40                      |                    |                    |                     |                     |

### 16 julio - 31 agosto
| Lunes a viernes laborables | Lunes a viernes laborables | Sábados laborables | Sábados laborables | Domingos y festivos | Domingos y festivos |
| FF.CC. > Algete            | Algete > FF.CC.            | FF.CC. > Algete    | Algete > FF.CC.    | FF.CC. > Algete     | Algete > FF.CC.     |
| 07:00                      | 07:00                      | 07:00              | 07:00              | 06:30               | 07:00               |
| 07:40                      | 07:40                      | 07:40              | 07:40              | 07:30               | 08:00               |
| 08:20                      | 08:20                      | 08:20              | 08:20              | 08:30               | 09:05               |
| 09:00                      | 09:00                      | 09:00              | 09:00              | 09:40               | 10:15               |
| 09:40                      | 09:40                      | 09:40              | 09:40              | 10:50               | 11:25               |
| 10:20                      | 10:20                      | 10:20              | 10:20              | 12:00               | 12:35               |
| 11:00                      | 11:00                      | 11:00              | 11:00              | 13:10               | 13:45               |
| 11:40                      | 11:40                      | 11:40              | 11:40              | 14:20               | 14:55               |
| 12:20                      | 12:20                      | 12:20              | 12:20              | 15:30               | 16:05               |
| 13:00                      | 13:00                      | 13:00              | 13:00              | 16:40               | 17:15               |
| 13:40                      | 13:40                      | 13:40              | 13:40              | 17:50               | 18:25               |
| 14:20                      | 14:20                      | 14:20              | 14:20              | 19:00               | 19:35               |
| 15:00                      | 15:00                      | 15:00              | 15:00              | 20:10               | 20:45               |
| 15:40                      | 15:40                      | 15:40              | 15:40              | 21:20               | 21:55               |
| 16:20                      | 16:20                      | 16:20              | 16:20              | 22:30               | 23:05               |
| 17:00                      | 17:00                      | 17:00              | 17:00              | 23:40               | 00:05               |
| 17:40                      | 17:40                      | 17:40              | 17:40              |                     |                     |
| 18:20                      | 18:20                      | 18:20              | 18:20              |                     |                     |
| 19:00                      | 19:00                      | 19:00              | 19:00              |                     |                     |
| 19:40                      | 19:40                      | 19:40              | 19:40              |                     |                     |
| 20:20                      | 20:20                      | 20:20              | 20:20              |                     |                     |
| 21:00                      | 21:00                      | 21:00              | 21:00              |                     |                     |
| 21:40                      | 21:40                      | 21:40              | 21:40              |                     |                     |
|                            |                            | 22:20              | 22:30              |                     |                     |

1. 1 2 3 4 5 6 7 8 9 10 11 12 13 14 15 16 17 18 19 20 21 22 23 24 25 26 27 28 29 30 31 32 33 34 35 36 37 38 39 40 41 42 43 44 45 46 47 48 49 50 51 52 53 54 55 56 57 58 59 60 61 62 63 64 65 66 67 68 69 70 71 72 73 74 75 76 77 78 79 80 81 82 83 84 85 86 87 88 89 90 91 92 93 94 95 96 97 98 99 100 101 102 103 104 105 106 107 108 109 110 111 112 113 114 115 116 117 118 119 120 121 122 123 124 125 126 127 128 129 130 131 132 133 134 135 136 137 138 139 140 141 142 143 144 145 146 147 148 149 150 151 152 153 154 155 156 157 158 159 160  Por Plaza Norte 2

## Recorrido y paradas

### Sentido Algete
La línea inicia su recorrido en la avenida de España, junto a la Estación de Alcobendas-San Sebastián de los Reyes, teniendo correspondencia con la línea C-4a Cercanías Madrid y varias líneas de autobús urbanas e interurbanas.
Tomando la avenida en dirección sureste, la línea efectúa parada antes de llegar a la rotonda de Moscatelares, intersección con la antigua travesía de la N-1, donde gira a la izquierda y toma el paseo de Europa de San Sebastián de los Reyes (7 paradas), por el que circula hasta salir a la N-1 (2 paradas).
Al final de la N-1, se desvía hacia la carretera M-100 en dirección a Algete (2 paradas), hasta el cruce con la carretera M-111, donde se desvía por la carretera M-106 parando en los polígonos industriales (3 paradas) hasta llegar al casco urbano de Algete.
Entra a Algete por la calle Mayor (1 parada), desviándose enseguida a la derecha por la calle del Caldo (1 parada), y al final de la misma gira para incorporarse a la Ronda de la Constitución (1 parada), donde tiene su cabecera en la esquina con la calle Alcalá.
| Código                                                                                      | Zona | Localidad                  | Denominación                                                          | Ubicación                            | Líneas de la parada                                                           | Metro / Cercanías                     |
| ------------------------------------------------------------------------------------------- | ---- | -------------------------- | --------------------------------------------------------------------- | ------------------------------------ | ----------------------------------------------------------------------------- | ------------------------------------- |
| 10614                                                                                       |      | Alcobendas                 | Avenida de España - Estación de Alcobendas-San Sebastián de los Reyes | Avenida de España Nº52               | 10614 A 180 191 193 9 11 10614 B 151 158 827 828 N101 2                       | Alcobendas-San Sebastián de los Reyes |
| 12925                                                                                       |      | Alcobendas                 | Avenida de España - Centro de mayores                                 | Avenida de España Nº58               | 180 827 828 2 4 7 9 11                                                        |                                       |
| Los servicios de sábados laborables, domingos y festivos no realizan las siguientes paradas |      |                            |                                                                       |                                      |                                                                               |                                       |
| 15192                                                                                       |      | San Sebastián de los Reyes | Paseo de Europa - Avenida del Juncal                                  | Paseo de Europa Nº26                 | 152C 154 156 161 180 181 182 183 191193194195196197N103 N1044 7               |                                       |
| 06693                                                                                       |      | San Sebastián de los Reyes | Paseo de Europa - Calle de María Santos Colmenar                      | Paseo de Europa S/Nº                 | 152C 154 156 161 180 181 182 183 191 193 194 195 196 197 N103 N104 VAC-2424 7 |                                       |
| 17237                                                                                       |      | San Sebastián de los Reyes | Paseo de Europa - Calle de Leopoldo Gimeno                            | Paseo de Europa Nº26                 | 152C 154 156 161 180 181 182 183 N103 4 7                                     |                                       |
| Los servicios de sábados laborables, domingos y festivos realizan las siguientes paradas    |      |                            |                                                                       |                                      |                                                                               |                                       |
| 07236                                                                                       |      | Alcobendas                 | Avenida de España - Calle de Mariano Sebastián Izuel                  | Avenida de España Nº72               | 151 153 158 180 827 828 N101 N102 2 5 10                                      |                                       |
| 15392                                                                                       |      | San Sebastián de los Reyes | Avenida Matapiñonera - Camino del Juncal                              | Avenida Matapiñonera Nº24            | 156 171 180 N102 4                                                            |                                       |
| 12820                                                                                       |      | San Sebastián de los Reyes | Avenida Matapiñonera - Plaza Norte                                    | Avenida Matapiñonera Nº24            | 156 171 180 N102 4                                                            |                                       |
| 12217                                                                                       |      | San Sebastián de los Reyes | Avenida Matapiñonera - Avenida del Cerro del Águila                   | Avenida Matapiñonera Nº24            | 156 171 180 N102 4                                                            |                                       |
| 12218                                                                                       |      | San Sebastián de los Reyes | Avenida Matapiñonera - Avenida del Camino de lo Cortao                | Avenida Matapiñonera Nº6             | 156 171 180 N102 4                                                            |                                       |
| Paradas del itinerario normal                                                               |      |                            |                                                                       |                                      |                                                                               |                                       |
| 12421                                                                                       |      | San Sebastián de los Reyes | Paseo de Europa - Avenida de los Montes de Oca                        | Paseo de Europa Nº14                 | 171 180 181 182 183 191193194195196197N103 N104                               |                                       |
| 11402                                                                                       |      | San Sebastián de los Reyes | Paseo de Europa - Glorieta de Antoni Gaudí                            | Paseo de Europa Nº7                  | 171 180 181 182 183 191193194195196197N103 N104                               |                                       |
| 17474                                                                                       |      | San Sebastián de los Reyes | Paseo de Europa - Hospital Infanta Sofía                              | Paseo de Europa Nº11                 | 152C 161 166 171 180 181 182 183 191193194195196197210 N103 N104              | Hospital Infanta Sofía                |
| 16437                                                                                       |      | San Sebastián de los Reyes | Carretera Antigua de Burgos - Centro Comercial Alegra                 | N-1 km. 19,9                         | 161 166 171 180 181 182 183 185 191193194195196197210 N103 N104               |                                       |
| 06694                                                                                       |      | San Sebastián de los Reyes | Carretera Antigua de Burgos - La Granjilla                            | N-1 km. 20,3                         | 161 166 171 180 181 182 183 185 N103                                          |                                       |
| 06695                                                                                       |      | San Sebastián de los Reyes | Carretera Antigua de Burgos - Caravanas                               | N-1 km. 21,9                         | 161 166 171 180 181 182 183 185 N103                                          |                                       |
| 10227                                                                                       |      | San Sebastián de los Reyes | Carretera M-100 - Camino viejo de Barajas                             | M-100 km. 22,2                       | 180 181 182 183 184 185 197 210 N103                                          |                                       |
| 06736                                                                                       |      | San Sebastián de los Reyes | Carretera M-100 - El Casetón                                          | M-100 km. 21,6                       | 180 181 182 183 184 185 197 210 N103                                          |                                       |
| 06737                                                                                       |      | Algete                     | Carretera M-106 - Polígono industrial Río de Janeiro                  | M-106 km. 3,5                        | 180 181 182 184 N103                                                          |                                       |
| 13125                                                                                       |      | Algete                     | Carretera M-106 - Polígono industrial La Garza                        | M-106 km. 3                          | 180 181 182 184 N103                                                          |                                       |
| 06739                                                                                       |      | Algete                     | Carretera M-106 - Polígono industrial El Nogal                        | M-106 km. 2,7                        | 180 181 182 184 N103                                                          |                                       |
| 06740                                                                                       |      | Algete                     | Calle Mayor - Calle de San Juan de la Cruz                            | Calle Mayor Nº50                     | 180 181 182 183 185 263                                                       |                                       |
| 13074                                                                                       |      | Algete                     | Calle del Caldo - Casa de la Juventud                                 | Calle del Caldo S/Nº                 | 180 181 182 183 263 N103 i1                                                   |                                       |
| 06741                                                                                       |      | Algete                     | Calle Ronda de la Constitución - Calle de Alcalá                      | Calle Ronda de la Constitución Nº137 | 180 181 182 183 263 N103 i1                                                   |                                       |

1. 1 2 3 4 5 6 7 8 9 10 11 12 13 14 15 16 17 18 19 20 21 22 23 24 25 26 27 28 29 30 31 32 33 34 35 36  Sólo permite la subida de viajeros

### Sentido Alcobendas
Partiendo de su cabecera en la calle Ronda de la Constitución de Algete, la línea circula por la misma (1 parada) girando por la calle San Roque hasta llegar a la plaza de la Constitución (1 parada), donde se incorpora a la calle Mayor (1 parada), saliendo de Algete con dirección a San Sebastián de los Reyes por la carretera M-106.
A partir de aquí el recorrido es igual al de ida pero en sentido contrario, exceptuando que la parada 13125 - Carretera M-106 - Polígono Industrial La Garza no tiene pareja para las expediciones de vuelta.
| Código                                                                                      | Zona | Localidad                  | Denominación                                                          | Ubicación                            | Líneas de la parada                                                                    | Metro / Cercanías                     |
| ------------------------------------------------------------------------------------------- | ---- | -------------------------- | --------------------------------------------------------------------- | ------------------------------------ | -------------------------------------------------------------------------------------- | ------------------------------------- |
| 06741                                                                                       |      | Algete                     | Calle Ronda de la Constitución - Calle de Alcalá                      | Calle Ronda de la Constitución Nº137 | 180 181 182 183 263 N103 i1                                                            |                                       |
| 11698                                                                                       |      | Algete                     | Calle Ronda de la Constitución - Calle de la Fuente del Noque         | Calle Ronda de la Constitución Nº113 | 180 181 182 183 263 N103 i1                                                            |                                       |
| 06743                                                                                       |      | Algete                     | Plaza de la Constitución - Biblioteca                                 | Plaza de la Constitución Nº5         | 180 181 182 183 263 N103 i1                                                            |                                       |
| 06744                                                                                       |      | Algete                     | Calle Mayor - Parque de los Olivos                                    | Calle Mayor Nº50                     | 180 181 182 183 185 263 N103                                                           |                                       |
| 06745                                                                                       |      | Algete                     | Carretera M-106 - Polígono industrial El Nogal                        | M-106 km. 2,7                        | 180 181 182 184 185 N103                                                               |                                       |
| 06746                                                                                       |      | Algete                     | Carretera M-106 - Polígono industrial Río de Janeiro                  | M-106 km. 3,5                        | 180 181 182 184 185 N103                                                               |                                       |
| 06747                                                                                       |      | San Sebastián de los Reyes | Carretera M-100 - El Casetón                                          | M-100 km. 21,6                       | 180 181 182 183 184 185 197210N103                                                     |                                       |
| 10228                                                                                       |      | San Sebastián de los Reyes | Carretera M-100 - Camino viejo de Barajas                             | M-100 km. 22,4                       | 180 181 182 183 184 185 197210N103                                                     |                                       |
| 06749                                                                                       |      | San Sebastián de los Reyes | Carretera Antigua de Burgos - Granja Escuela                          | N-1 km. 21,9                         | 161 166 171 180 181 182 183 184 185 N103                                               |                                       |
| 06750                                                                                       |      | San Sebastián de los Reyes | Carretera Antigua de Burgos - La Granjilla                            | N-1 km. 20,4                         | 161 166 171 180 181 182 183 184 185 N103                                               |                                       |
| 16438                                                                                       |      | San Sebastián de los Reyes | Carretera Antigua de Burgos - Centro Comercial Alegra                 | N-1 km. 19,9                         | 166 171 180 181 182 183 184 185 191193194195196197210N103 N104                         |                                       |
| 17025                                                                                       |      | San Sebastián de los Reyes | Paseo de Europa - Hospital Infanta Sofía                              | Paseo de Europa Nº11                 | 166 171 180 181 182 183 184 191193194195196197210N103 N104                             | Hospital Infanta Sofía                |
| 10019                                                                                       |      | San Sebastián de los Reyes | Paseo de Europa - Glorieta de Antoni Gaudí                            | Paseo de Europa Nº7                  | 171 180 181 182 183 184 191193194195196197N103 N104                                    |                                       |
| 12422                                                                                       |      | San Sebastián de los Reyes | Paseo de Europa - Avenida de los Montes de Oca                        | Paseo de Europa Nº1                  | 171 180 181 182 183 184 191193194195196197N103 N104                                    |                                       |
| Los servicios de sábados laborables, domingos y festivos no realizan las siguientes paradas |      |                            |                                                                       |                                      |                                                                                        |                                       |
| 17238                                                                                       |      | San Sebastián de los Reyes | Paseo de Europa - Calle de Leopoldo Gimeno                            | Paseo de Europa Nº26                 | 152C 156 161 171 180 181 182 183 184 N102 N103 4 5                                     |                                       |
| 06751                                                                                       |      | San Sebastián de los Reyes | Paseo de Europa - Parque Picos de Olite                               | Paseo de Europa Nº26                 | 152C 156 161 171 180 181 182 183 184 191 193 194 195 196 197 N102 N103 N104 VAC-2424 5 |                                       |
| 15191                                                                                       |      | San Sebastián de los Reyes | Paseo de Europa - Avenida de España                                   | Paseo de Europa Nº26                 | 152C 156 161 171 180 181 182 183 184 191193194195196197N102 N103 N1044 5               |                                       |
| Los servicios de sábados laborables, domingos y festivos realizan las siguientes paradas    |      |                            |                                                                       |                                      |                                                                                        |                                       |
| 16189                                                                                       |      | San Sebastián de los Reyes | Avenida Matapiñonera - Avenida del Camino de lo Cortao                | Avenida Matapiñonera Nº6             | 180 4                                                                                  |                                       |
| 16182                                                                                       |      | San Sebastián de los Reyes | Avenida Matapiñonera - Calle de la Fresa                              | Avenida Matapiñonera Nº24            | 180 4                                                                                  |                                       |
| 16190                                                                                       |      | San Sebastián de los Reyes | Avenida Matapiñonera - Plaza Norte                                    | Avenida Matapiñonera Nº24            | 180 4                                                                                  |                                       |
| 16181                                                                                       |      | San Sebastián de los Reyes | Avenida Matapiñonera - Avenida de Severo Ochoa                        | Avenida Matapiñonera Nº24            | 180 4                                                                                  |                                       |
| Paradas del itinerario normal                                                               |      |                            |                                                                       |                                      |                                                                                        |                                       |
| 06778                                                                                       |      | San Sebastián de los Reyes | Avenida de España - Centro de salud                                   | Avenida de España Nº36               | 180 827A 9                                                                             |                                       |
| 10614                                                                                       |      | Alcobendas                 | Avenida de España - Estación de Alcobendas-San Sebastián de los Reyes | Avenida de España Nº52               | 10614 A 180 191 193 9 11 10614 B 151 158 827 828 N101 2                                | Alcobendas-San Sebastián de los Reyes |

1. 1 2 3 4 5 6 7 8 9 10 11 12 13 14 15 16 17 18 19 20 21 22 23 24 25 26 27 28 29 30 31 32 33 34 35 36 37 38 39 40 41 42  Sólo permite el descenso de viajeros